# Енциклопедија националне дијаспоре
Енциклопедија националне дијаспоре је монографско-биографски лексикон о значајним личностима из расејања потеклим са простора бивше Југославије и њиховим потомцима, знаменитим странцима повезаним са њима, одабраним личностима које не живе у иностранству али са емиграцијом имају блиске везе, као и о стваралаштву свих њих. Аутор и главни и одговорни уредник овог обимног и луксузно опремљеног дела је српски новинар и публициста Иван Калаузовић, а издавач „Impressions”.

## О енциклопедији
Фокус „Енциклопедије националне дијаспоре” је на животописима особа које се на било који начин сматрају релевантним у тренутку њеног настајања. Да ли неко заслужује да му се биографија нађе у „Енциклопедији” одређује се пажљивим истраживањем. Редакција „Енциклопедије” путује светом и интервјуише особе које су јој претходно препоручене. У плану је издавање више томова „Енциклопедије”, али њихов укупан број није дефинисан с обзиром на хроничарски карактер овог лексикона.
Биографије сваког тома „Енциклопедије” поређане су азбучним редом, а на крају се налази списак коришћене литературе, пре свега дела којих су аутори увршћене личности.
Оригинално писана ћирилицом, план је да се „Енциклопедија националне дијаспоре” преводи на енглески, немачки, француски, италијански, шпански, руски и арапски језик.
Ово је прво издање у оквиру едиције „Најбоље из дијаспоре” издавачке куће „Impressions”.

## Личности (избор)
Избор из списка личности увршћених у први том „Енциклопедије националне дијаспоре”:
| - Алекс Мачески, председник компаније „Alex Machaskee & Associates” и почасни конзул Србије у Охају (Бичвуд, Охајо, САД) - Александар Вељић, писац, преводилац и публициста (Ужице, Србија) – постхумно - Александар Жигић, новинар, дописник РТС-а (Чикаго, Илиноис, САД) - Александар Саша Јовановић, књижевник, председник Удружења писаца „Седмица” (Франкфурт на Мајни, Немачка) - Бојан Микулић, вајар (Нови Сад, Србија / Бања Лука, Босна и Херцеговина) - Бранислав Р. Таталовић, глумац, сценариста, редитељ и продуцент (Кливленд, Охајо) - Василије Стојановић Васа, вајар и сликар (Дортмунд, Немачка) - Весна Јовановић Клингер, новинарка, продуценткиња и инокореспонденткиња (Беч, Аустрија) - Весна Нешић Недић, писац, новинарка, уредница и издавач (Торонто, Канада) - Вјера Рашковић Зец (др), професорка књижевности, писац и рецензенткиња (Беч, Аустрија) - Гордана Вуњак Новаковић (др), академик; биоинжењерка и универзитетска професорка (Њујорк, Њујорк, САД) - Данијела Сремац, председница „Српског института” (Вашингтон, САД) - Данило Ковач (др), историчар, доцент (Бања Лука, Република Српска, Босна и Херцеговина) - Даница Нина Продановић (др), имунофармаколог и певачица; представница Србије на „Песми Евровизије” 2011. године (Сиднеј, Аустралија / Београд, Србија) - Дејан Глишовић (проф. др), научник, лекар и музичар (Нејпервил, Илиноис, САД) - Дејан Крецуљ (др), академик; филозоф и универзитетски професор (Софија, Бугарска / Београд и Панчево, Србија) – постхумно - Драган Циган, спасилац двоје деце од дављења у мору (Сан Мартино ди Лупари, Италија) – постхумно - Драган Шекарић Шекс, сликар (Торонто, Канада) – постхумно - Драгана Дујовић, манекенка и модна дизајнерка (Мајами, Флорида, САД) |  | - Ђорђе Каленић, балетан (Санкт Петербург, Русија) - Зоран Јовановић, друштвени активиста и борац за људска права (Золотурн, Швајцарска) - Ивана Достанић, песникиња (Лос Анђелес, Калифорнија, САД) - Јелена Ћирић, књижевница (Праг, Чешка) - Карла Галван (итал. Carla Galvan), писац, преводилац и добротоворка - Катарина Костић, писац и новинарка (Торонто, Канада) - Љубиша Симић, књижевник (Самара, Русија) - Маја Радованлија (др), гитаристкиња, наставница на Универзитету у Минесоти (Минеаполис, Минесота, САД) - Маја Тодоровић Искјердо (др), пејзажни архитекта, психолог и универзитетска професорка (Београд, Србија) - Марија Марковић, вајарка (Венеција, Италија) - Марина Булатовић, консултанткиња за односе са јавношћу, новинарка и писац (Торонто, Канада) - Марина Швабић, пословна жена и лидерка српске дијаспоре у САД; оснивач и председница „Америчко-српске асоцијације за просперитет – АСАП” / „American Serbian Association for Prosperity – A.S.A.P.” (Лос Анђелес, Калифорнија, САД) - Мери Илић, писац, активисткиња и терапеуткиња (Санур, Бали, Индонезија) - Мила Вешовић (мр), писац, сликарка и професорка филозофије (Верона, Италија) - Милка Кајганић, новинарка и књижевница, директорка Литерарног круга Швајцарске „Златно перо” (Цирих, Швајцарска) - Милена Глигић (др), певачица (мецосопран), пијанисткиња и универзитетска професорка (Лос Анђелес, Калифорнија, САД) - Милена Милошевић, вајарка, сликарка и универзитетска професорка (Халапа, Мексико) - Милош Ђорђевић, кантаутор, маркетиншки стручњак и предузетник (Чикаго, Илиноис, САД) - Нина Марковић Казе (др), политичка аналитичарка, новинарка и песникиња (Сиднеј, Аустралија) - Олга Лалић Кровицка, филолог, писац и преводилац (Дукла, Пољска) |  | - Паоло Меле (итал. Paolo Mele), адвокат, сликар и вајар (Вићенца, Италија) - Рада Рајић Ристић, новинарка, писац и преводилац (Вићенца, Италија) - Радослава Воргић (др), оперска певачица (Нови Сад, Србија / Висбаден, Немачка) - Ранка Тодоровић Грубешић, професорка дефектологије и писац (Париз, Француска) - Сава Манојловић Дубровски, сликар (Сиднеј, Аустралија / Крчедин, Србија) - Сања Величковић Фомичов, новинарка и председница центра „Сербона” (Тјене, Италија) - Саво Костадиновски, писац и преводилац (Келн, Немачка) - Сестре Гобовић (Марина и Марија), музички тандем (Београд, Србија) - Славица Клајн, песникиња, прозни писац и хуманитарка (Ласе, Аустрија) - Славка Сабљо, писац и уметница (Вил, Швајцарска) - Снежана Вукићевић Чворо, писац и сликарка (Херцег Нови, Црна Гора) - Стефани Лалић Адамс, књижевница, ћерка капетана Николе Ника Лалића, команданта операције „Ваздушни мост” (Балтимор, Мериленд, САД) - Стојанка Раденовић Петковић, писац и преводилац (Торонто, Канада) – постхумно - Талија Милошевић (др), биохемичарка и писац (Минхен, Немачка) - Тамара Карјук Драхош (мр), дизајнерка и ликовна уметница (Беч, Аустрија) - Татјана Дујовић Павловић, филолог и песникиња, секретарка и заменица директорке Литерарног круга Швајцарске „Златно перо” (Санкт Гален, Швајцарска) - Татјана Тешић Трнка, стилска и имиџ консултанткиња, предузетница, дипломирани филолог, преводилац и новинарка (Беч, Аустрија) - Тихомир Барбуловић, дипломирани инжењер, новинар, писац, фотограф и вишедеценијски хроничар српске заједнице у Скандинавији (Хилеред, Данска) - Томислав Црнојевић, писац и новинар (Франкфурт на Мајни, Немачка) - Урош Ушћебрка, вајар и универзитетски професор (Халапа, Мексико) |